# Segura de los Banyos
Segura de los Banyos és un municipi d'Aragó, situat a la província de Terol i enquadrat a la comarca de les Conques Mineres.

## Història
En 23 de març de 1839 durant la primera guerra carlina tingué lloc la batalla de Segura, en què els liberals van intentar prendre, infructuosament, la fortificació de Segura.